# Samochód latający

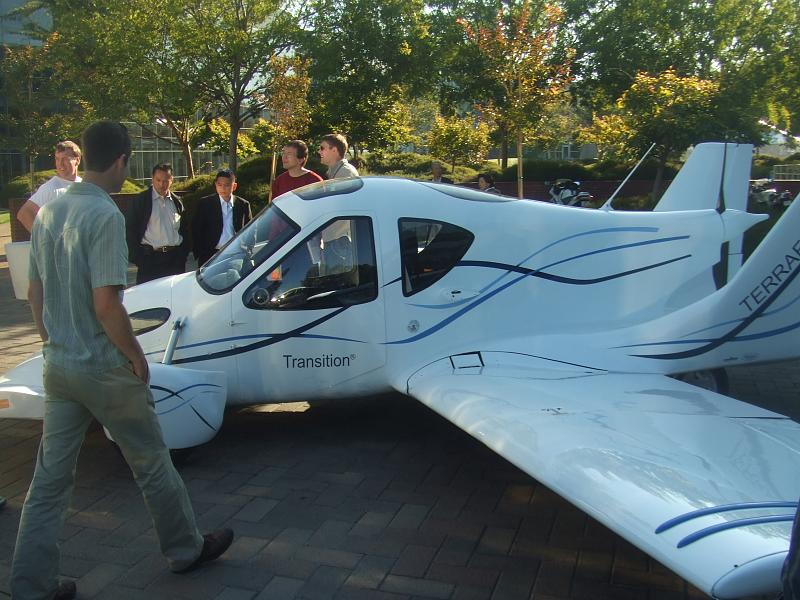
Terrafugia Transition

Samochód latający – pojazd mechaniczny z własnym napędem (silnik) i źródłem energii, którym jest paliwo, przystosowany zarówno do ruchu lotniczego, jak i drogowego.

## Historia

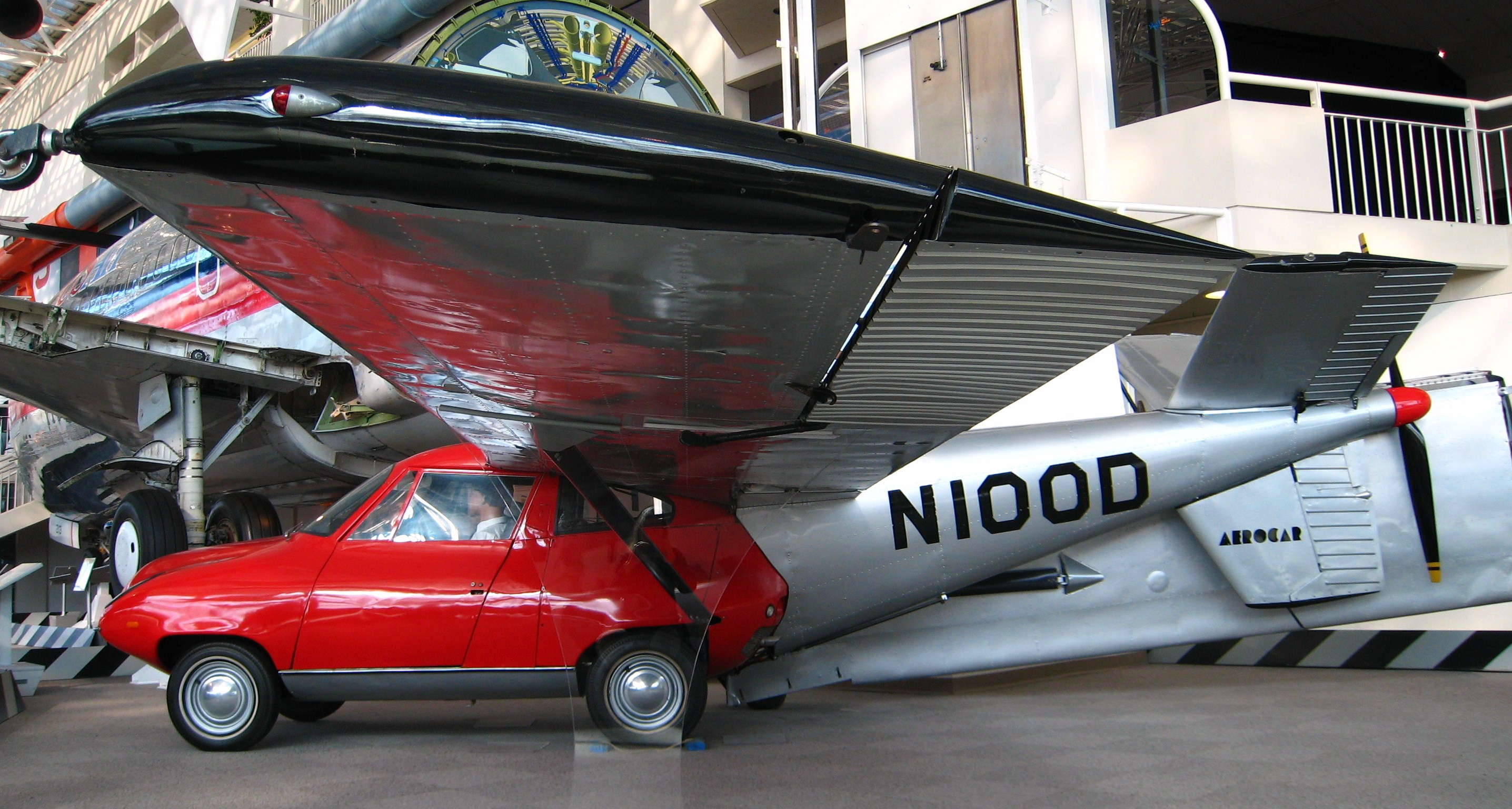
Samochód latający Aerocar z 1949 roku.

Pierwszy samochód latający o nazwie Curtiss Autoplane powstał w 1917 ale większość tego typu konstrukcji powstała po drugiej wojnie światowej.  Zaliczają się do nich takie maszyny jak Convair Model 103, Convair Model 116 czy Aerocar, a współcześnie Terrafugia Transition.

### AeroMobil 3.0
AeroMobil 3.0 to jedna z pierwszych dopracowanych hybryd, łącząca cechy samochodu i samolotu.
Słowaccy twórcy AeroMobilu 3.0, pracujący pod kierunkiem Štefana Kleina, zaprezentowali coś wyjątkowego: latający pojazd, który w powietrzu spala 15 litrów na godzinę lotu, a na lądzie wystarcza mu zaledwie 8 litrów na 100 kilometrów. Do tego jest zdolny do lądowania i startu z przygodnych, gruntowych lotnisk czy nawet 300-metrowego kawałka łąki, a rozmiarami – po złożeniu skrzydeł – nie odbiega zanadto od samochodu dostawczego.
Maszyna ma już za sobą pomyślnie przeprowadzone testy w powietrzu. Projekt jest efektem długiej, ponad 20-letniej ewolucji i stopniowego udoskonalania latającego samochodu, zaprojektowanego przed laty przez Štefana Kleina.

## Elementy budowy samochodu latającego
Samochód latający ma prawie taką samą konstrukcję jak zwykły samochód. Jedyne różnice to składane skrzydła i jednostka napędowa zazwyczaj ze śmigłem w układzie pchającym.

## Podobne rozwiązania
Firma Samson Motorworks przedstawiła prototypowy trójkołowy motocykl Multi Mode Vehicle wyposażony w rozkładane w płaszczyźnie poziomej skrzydła.